# Phú Đức, Châu Thành (Bến Tre)
Phú Đức là một xã thuộc huyện Châu Thành, tỉnh Bến Tre, Việt Nam.

## Địa lý
Xã Phú Đức có vị trí địa lý:
- Phía đông giáp xã Phú Túc
- Phía tây giáp xã Tân Phú
- Phía nam giáp xã Quới Thành với ranh giới là sông Ba Lai
- Phía bắc giáp tỉnh Tiền Giang với ranh giới là sông Mỹ Tho.

Xã Phú Đức có diện tích 14,73 km², dân số năm 2020 là 7.715 người, mật độ dân số đạt 524 người/km².

## Hành chính
Xã Phú Đức được chia thành 8 ấp: Phú Định, Phú Hội, Phú Lễ, Phú Long, Phú Ninh, Phú Tường, Phú Xuân, Song Phú.